# Italiens U/15-fodboldlandshold
Italiens U/15-fodboldlandshold er Italiens landshold for fodboldspillere, som er under 15 år og administreres af Federazione Italiana Giuoco Calcio (FIGC).